# Queen Elizabeth-klass (hangarfartyg)
Queen Elizabeth-klass är en hangarfartygsklass utvecklad och byggd av Aircraft Carrier Alliance för Storbritannien. Klassen är en helt ny generations hangarfartyg och är också det största örlogsfartyg som någonsin konstruerats av Storbritannien. Fartygsklassen har en totalvikt på cirka 65 000 ton och är runt 285 meter lång. Fartygens namn är HMS Queen Elizabeth och HMS Prince of Wales. 
HMS Queen Elizabeth tog i tjänst i december 2017 och HMS Prince of Wales två år senare i december 2019.

## Bakgrund
1997 genomförde Storbritannien en strategisk översikt över sina militära förmågor, framtida hot och aktuella beställningar.
Man kom fram till att flottan var i behov av en tyngre klass av hangarfartyg som kunde genomföra offensiva uppdrag på långa avstånd då landbaserade flygbaser inte alltid fanns tillgängliga. Behovet var en typ av flyg som kunde utföra mer varierande uppdrag. För att klara av detta beräknade man att det krävdes minst två nya fartyg med en vikt på cirka 30-40 tusen ton som kunde bära upp till ett 50-tal flygplan och helikoptrar.
Under 1990-talets slut påbörjades studier av olika alternativ och 1999 bjöds sex olika företag in för att lägga anbud på den framtida hangarfartygs-klassen. De nya fartygen beställdes officiellt den 16 maj 2008 och man påbörjade konstruktionen av det första fartyget den 9 juli 2009. Konstruktionsfasen av fartygen kom att delas upp mellan fyra olika bolag där BAE Systems Surface Ships kom att bli den största bidragsgivaren.
Det slutgiltiga designen blev ett 65 000 ton tungt och 285 meter långt fartyg. Den var tre gånger större än dess föregångare i Invincible-klassen men något mindre än de amerikanska skeppen i exempelvis superklassen Nimitz.
Fartygen överlevde under sin byggnation ytterligare två strategiska översikter (2010 och 2015) och deras konfiguration kom att ändras flera gånger. Under 2010 års översikt fanns planer på att bara färdigställa ett hangarfartyg till fullo och låta det andra färdigställas till reserven, alternativt säljas till annat land. Det fanns även planer på att utrusta det ena fartyget med katapulter som på de större amerikanska hangarfartygen, detta kom till slut att bli för dyrt och man återgick till den ursprungliga planen att färdigställa två fartyg med så kallade Ski-jump eller skidbacke.
Det första fartyget HMS Queen Elizabeth döptes av Drottning Elizabeth II den 4 juli 2014 och fartyget sjösattes 17 juli samma år. Hangarfartyget genomgick efter detta över tre år av installationer av olika system och sjötester innan det officiellt togs i tjänst i Royal Navy den 17 december 2017. De första jaktplanen av typ F-35 landade på fartyget den 15 oktober 2018. Fartyget är sedan den 27 januari 2021 även flaggskepp för The Royal Navy.
Det andra fartyget HMS Prince of Wales sjösattes den 21 december 2017 och togs i tjänst den 10 december 2019.

## Design
Fartygen drivs med konventionella motorer i form av gasturbiner och dieselmotorer. Alternativet med atomdrift fanns på bordet men man ansåg att detta skulle bli för dyrt och även problematiskt. Enligt vissa beräkningar kunde kostnaden ha ökat med hela 280 procent om man hade valt alternativet med atomdrift jämfört med de konventionella alternativen. Fartygen har två torn där det ena används som flygledartorn och den andra som kommandobrygga. Om något av tornen skulle bli utslaget så kan dess uppgifter delvis flyttas över till det andra. En annan anledning till att det är två torn är för att den konventionella framdrivningen kräver två skorstenar och att man även kan dela upp de två olika radarsystemen som fartyget har.

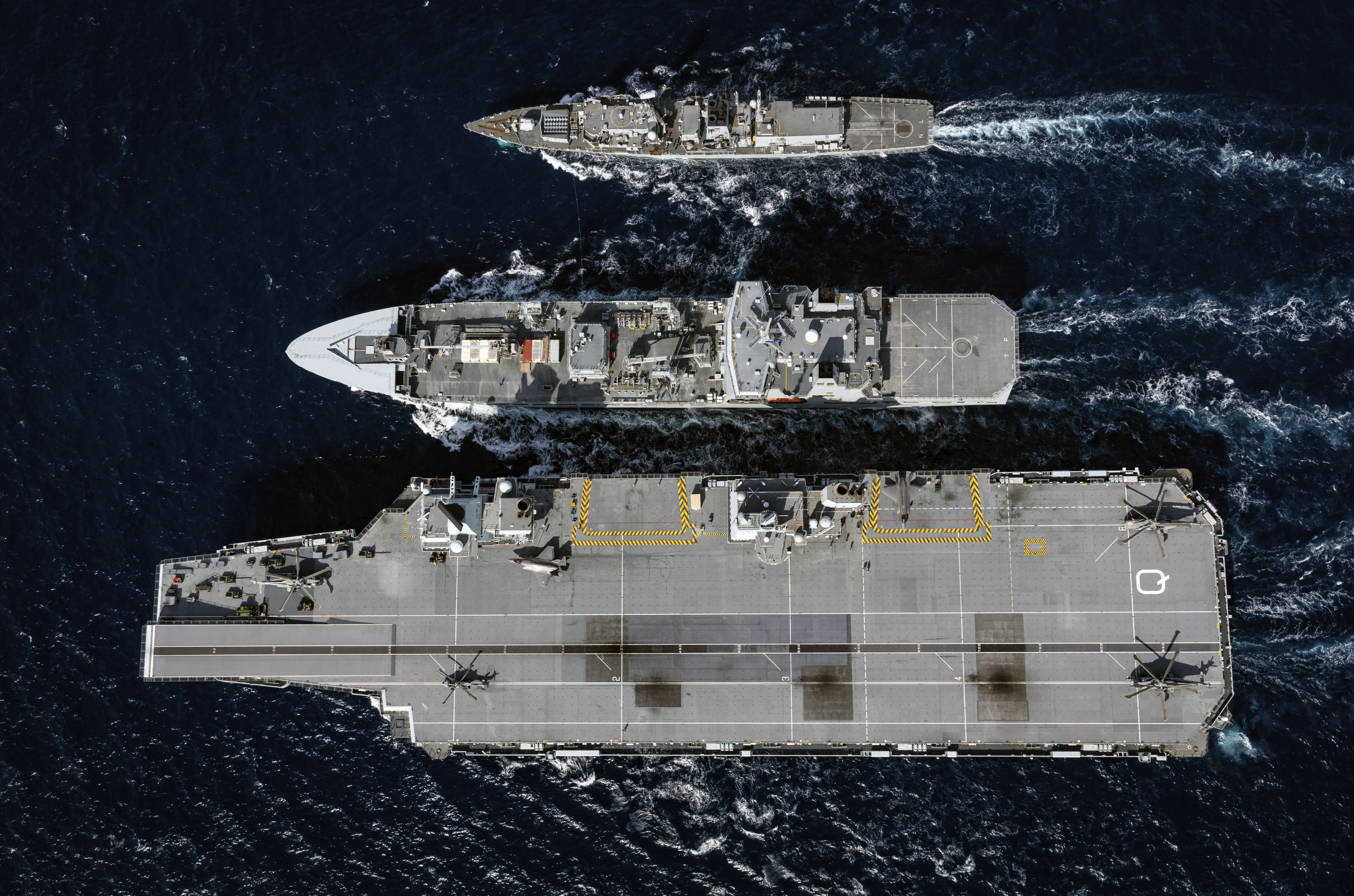

Klassen är utrustad med en så kallad "skidbacke" i fören där flygplan av typen F-35B kan lyfta ifrån. Flygplanen landar sedan vertikalt på flygdäcket. Systemet kallas på engelska för "Short take-off and vertical landing aircraft"  (STOVL). Alternativet med katapulter, vilket skulle medföra att tyngre flygplan även kunde lyfta från fartyget, ansågs i slutändan bli för dyrt. Fartygen kan dock modifieras till detta system i framtiden, men så sent som 2021 fanns inga planer för det.
Fartyget har utöver flygdäcket ytterligare 9 olika däck. Hangaren är 155 meter lång och 33,5 meter bred och rymmer upp till 20 flygplan och helikoptrar. Besättningen består normalt av 679 man men kan utökas med flera hundra om nödvändigt. Den generellt låga bemanningen är möjlig på grund av de många automatiska system som är integrerade i fartyget. Jämförelsevis krävdes det 160 man för att bemanna och hantera alla vapensystem och ammunitionstransporter ombord på de äldre Invincible-fartygen men på HMS Queen Elizabeth behövs bara 48.
Hangarfartygen kommer utgöra stommen i de hangarfartygsgrupper som Storbritannien planerar. Där kommer fartygen följas av två jagare i den senaste Daring-klassen, två fregatter i Duke-klassen, en atomubåt och flera understödsfartyg. Andra fartyg från Nato-anslutna länder kan också komma att ingå i grupperna.

## Luftfartsgrupp
Queen Elizabeth-fartygen kan bära upp till 40 flygplan och helikoptrar. Flygplanet som används är det amerikanska stealthplanet F-35 Lightning av version B som kan starta och landa vertikalt tack vare en vridbar jetmotor. F-35 har utvecklats tillsammans med Storbritannien och flera andra länder. Det har specifikt tagits fram för att ersätta de äldre Harrier-planen som tidigare bland annat utgjort flygstyrkan på de tidigare hangarfartygsklasserna i Royal Navy. Totalt har Storbritannien beställt 48 F-35B-plan och ytterligare plan kan beställas för att klara av framtida behov. I december 2020 hade 21 flygplan blivit levererade varav 18 var i aktiv tjänst.
Utöver flygplan bär fartygen på flera typer av helikoptrar. Den tyngre AgustaWestland AW101 med kapacitet att bära upp till 45 fullt utrustade soldater är en av dem. Attackhelikoptern AgustaWestland Apache är en annan. Man planerar även att placera olika typer av drönare på fartygen. Under 2021 är det tänkt att man ska börja utföra tester av denna typen av farkoster på HMS Prince of Wales.